# Jean-François Balmer
Pour les articles homonymes, voir Balmer.
Jean-François Balmer est un acteur suisse naturalisé français, né le 18 avril 1946 à Neuchâtel.

## Biographie

### Origines et formation
Jean-Francois Balmer naît sous le nom d’état civil de François Balmer le 18 avril 1946 à Neuchatel, en Suisse. Il est le fils d'Alfred Balmer, expert-comptable et administrateur de l'hôpital de Landeyeux, et de Berthe-Hélène Graber. Il passe les vingt premières années de sa vie dans le village de Valangin,[source insuffisante] dans le canton de Neuchâtel. Il commence à se faire appeler « Jean-François » dès l'adolescence, en ajoutant « Jean » à son prénom en référence à ses acteurs préférés de l'époque, Jean-Paul Belmondo et Jean-Claude Brialy.
Après sa scolarité obligatoire, il étudie à l'école de commerce de Neuchâtel. Parallèlement à ses études, il est placeur dans un théâtre de Neuchâtel. Il consacre moins de temps à ses études commerciales qu'à déclamer des textes et à jouer des personnages imaginaires[réf. nécessaire]. Après la fin de l'école de commerce, il se rend à Londres pendant une année pour apprendre l'anglais.
En 1968, il entre au Conservatoire de Genève où il suit les cours de théâtre donnés entre autres par Jean Bart. Peu après, il décide, à 23 ans, de passer le concours d'entrée au Conservatoire national supérieur d'art dramatique de Paris afin d'y poursuivre des études d'art dramatique. Il remporte le premier accessit en 1973, dans la promotion de Daniel Mesguich et Jacques Weber. Isabelle Adjani, Francis Huster et Jacques Villeret font partie de ses camarades de classe du Conservatoire. Il est également élève au cours Florent.

### Carrière
Cette même année 1973, Jean-François Balmer décroche son premier rôle sous la houlette d'Yves Boisset dans le film R.A.S., et commence une longue carrière au cinéma, au théâtre et à la télévision. Il tient notamment le rôle du commandant Rovère dans la série Boulevard du Palais diffusée de 1999 à 2017.

### Vie privée
Le 12 juin 1987, Jean-François Balmer épouse la metteur en scène de théâtre française Françoise Petit,.
Jean-François Balmer a été naturalisé français.

## Filmographie

### Cinéma
- 1973 : R.A.S., d'Yves Boisset : Raymond Dax
- 1974 : Le Mouton enragé, de Michel Deville : Vischenko
- 1975 : Peur sur la ville, d'Henri Verneuil : Julien Dallas
- 1976 : Le Petit Marcel, de Jacques Fansten : Pottier
- 1976 : Les Naufragés de l'île de la Tortue, de Jacques Rozier : le grand patron
- 1977 : La Menace, d'Alain Corneau : Waldeck
- 1978 : Passe montagne, de Jean-François Stévenin
- 1979 : L'Adolescente, de Jeanne Moreau : André, le menuisier
- 1979 : Ils sont grands, ces petits, de Joël Santoni : Monestier
- 1979 : Les Égouts du paradis, de José Giovanni : 68
- 1979 : Flic ou Voyou, de Georges Lautner : l’inspecteur Massard
- 1979 : Rien ne va plus, de Jean-Michel Ribes
- 1981 : Neige, de Juliet Berto et Jean-Henri Roger : le second inspecteur
- 1981 : Une étrange affaire, de Pierre Granier-Deferre : Paul Belais
- 1982 : Bluff, de Philippe Bensoussan (court métrage)
- 1982 : Le Bon Soldat, de Franco Brusati : l'avocat
- 1982 : Le Quart d'heure américain, de Philippe Galland : François-Albert
- 1983 : L'Africain, de Philippe de Broca : Paul Planchet
- 1983 : La Derelitta, de Jean-Pierre Igoux : le facteur
- 1984 : Un amour de Swann, de Volker Schlöndorff : le docteur Cottard
- 1984 : Polar, de Jacques Bral : Eugène Tarpon
- 1984 : Les Fauves de Jean-Louis Daniel : Jeff Garcia
- 1984 : Le Sang des autres, de Claude Chabrol : Arnaud
- 1985 : Folie suisse, de Christine Lipinska : Carl
- 1985 : Urgence, de Gilles Béhat : Paul Murneau
- 1985 : Le Transfuge, de Philippe Lefebvre : le capitaine Pierre Clément
- 1985 : L'Amour ou presque, de Patrice Gautier : Albert
- 1986 : Golden Eighties, de Chantal Akerman : M. Jean
- 1986 : La Dernière Image, de Mohammed Lakhdar-Hamina : Miller
- 1989 : La Révolution française, de Robert Enrico et Richard T. Heffron : Louis XVI
- 1990 : Bal perdu, de Daniel Benoin : Jérôme Dentrain
- 1991 : Madame Bovary, de Claude Chabrol : Charles Bovary
- 1992 : La Fenêtre, de Monique Champagne : Roberto
- 1992 : Diên Biên Phu, de Pierre Schoendoerffer : l’homme de l'AFP
- 1992 : Sam suffit, de Virginie Thévenet : Albert
- 1992 : Desencuentros, de Leandro Manfrini : Peter Monti
- 1993 : Vent d'est, de Robert Enrico : le père Siegler
- 1993 : Mauvais Garçon, de Jacques Bral : le président assesseur
- 1994 : Twist à Popenguine, de Moussa Sène Absa : M. Benoît
- 1994 : La Lumière des étoiles mortes, de Charles Matton : Pierre
- 1994 : Le Livre de cristal, de Patricia Plattner : John Billeter, dit « JB »
- 1994 : Ma sœur chinoise, d'Alain Mazars
- 1994 : Lou n'a pas dit non, d'Anne-Marie Miéville (voix)
- 1996 : XY, drôle de conception, de Jean-Paul Lilienfeld : le docteur Lamauve
- 1996 : Beaumarchais, l'insolent, d'Édouard Molinaro : Sartine
- 1997 : Rien ne va plus, de Claude Chabrol : monsieur K
- 1998 : Le Radeau de la Méduse d'Iradj Azimi (film et mini-série télévisée inédite) : Napoléon Ier
- 1999 : Le Temps retrouvé, de Raoul Ruiz : l'oncle Adolphe
- 1999 : La Dilettante, de Pascal Thomas : le président du tribunal
- 2000 : T'aime, de Patrick Sébastien : Paul Gontier
- 2000 : Saint-Cyr, de Patricia Mazuy : Racine
- 2001 : Charmant Garçon, de Patrick Chesnais : Hector
- 2001 : Belphégor, le fantôme du Louvre, de Jean-Paul Salomé : Bertrand Faussier
- 2003 : Ce jour-là, de Raoul Ruiz : Treffle
- 2003 : Ripoux 3, de Claude Zidi : Albert
- 2006 : L'Ivresse du pouvoir, de Claude Chabrol : Boldi
- 2006 : Un printemps à Paris, de Jacques Bral : Gaspacho
- 2006 : Le Grand Appartement, de Pascal Thomas : le banquier de Francesca
- 2006 : Lucifer et moi, de Jean-Jacques Grand-Jouan : Lucifer
- 2007 : La Française doit voter (téléfilm), de Fabrice Cazeneuve : le député Victor Augagneur
- 2008 : Tokyo!, court métrage Merde de Leos Carax : maître Voland
- 2009 : Lucky Luke de James Huth : Cooper
- 2010 : Mumu de Joël Séria : le curé
- 2011 : Équinoxe de Laurent Carcélès : le pêcheur
- 2011 : Celles qui aimaient Richard Wagner de Jean-Louis Guillermou : Richard Wagner
- 2012 : Dead Europe de Tony Krawitz : Gerry
- 2012 : Dans la maison de François Ozon : le proviseur
- 2015 : Cosmos d'Andrzej Żuławski : Léon
- 2015 : Dieumerci ! de Lucien Jean-Baptiste : le directeur des cours Ventura
- 2019 : Carte de visite de Michel Zumpf
- 2020 : Anya (Waiting for Anya) de Ben Cookson : le narrateur
- 2021 : Œil oignon  de Michel Zumpf
- 2024 : Pan to Mime de Michel Zumpf

### Télévision
- 1974 : Gil Blas de Santillane de Jean-Roger Cadet (série)
- 1977 : Bonheur, impair et passe de Roger Vadim
- 1977 : Le Chandelier de Claude Santelli
- 1979 : La Vie séparée de Peter Kassovitz
- 1980 : Une page d'amour d'Élie Chouraqui
- 1980 : Les Amours du bien-aimé de Marcel Camus
- 1981 : Le Mariage de Figaro de Pierre Badel
- 1981 : Le Petit Théâtre d'Antenne 2 de Gérard Follin (épisode Chaine conjugale)
- 1982 : Concierto barroco de José Montes Baquer
- 1983 : Les Poneys sauvages de Robert Mazoyer (feuilleton)
- 1983 : Par ordre du Roy de Michel Mitrani (segment Madame Tiquet)
- 1984 : Le Roi de la Chine de Fabrice Cazeneuve
- 1984 : Le Scénario défendu de Michel Mitrani
- 1985 : Visa pour nulle part de Alain Bloch
- 1988 : Médecins des hommes de Jacques Perrin (épisode Mer de Chine)
- 1988 : Espionne et tais-toi de Claude Boissol (série)
- 1989 : L'Or du diable de Jean-Louis Fournier (feuilleton)
- 1989 : La révolution française de Robert Enrico : Louis XVI
- 1989 : En attendant Godot de Walter D. Asmus
- 1992 : L'Enveloppe d'Yves Lafaye
- 1993 : Antoine Rives, juge du terrorisme de Philippe Lefebvre (épisodes L'affaire Akbari et L'affaire du DC10)
- 1993 : Spender de Ian La Frenais (en) et Jimmy Nail (épisode Christmas Special - The French Collection)
- 1994 : Le Misanthrope de Mathias Ledoux
- 1995 : Le Héron de Jean-François Balmer
- 1995 : Arithmétique appliquée et impertinente de Jean-Louis Fournier (série)
- 1996 : La Pitié du diable de Ghislain Allon et Michaela Heine
- 1996 : Le Propre de l'homme de Marc Rivière
- 1996 : Le Dernier Chant de Claude Goretta
- 1997 : Parfum de famille de Serge Moati
- 1997 : Le Censeur du lycée d'Épinal de Marc Rivière
- 1997 : La vérité est un vilain défaut de Jean-Paul Salomé
- 1997 : Aventurier malgré lui de Marc Rivière
- 1998 : Meurtres sans risque de Christiane Spiero
- 1998 : Louise et les Marchés de Marc Rivière (série)
- 1999-2017 : Boulevard du Palais (série) : le commandant de la brigade criminelle, Gabriel Rovère
- 2000 : Les Heures historiques (Deutschlandspiel) d'Hans-Christoph Blumenberg
- 2004 : Bien agités ! de Patrick Chesnais
- 2004 : Pierre et Jean de Daniel Janneau
- 2005 : Henry Dunant, du rouge sur la croix de Dominique Othenin-Girard
- 2005 : Discours d'Aristophane de Pascal Szidon
- 2007 : L'Affaire Sacha Guitry de Fabrice Cazeneuve : Sacha Guitry
- 2008 : Beauregard de Jean-Louis Lorenzi : Pierre Hautefort
- 2010 : Chateaubriand de Pierre Aknine : Malesherbes
- 2010 : Colère de Jean-Pierre Mocky : l'évêque
- 2011 : L'Infiltré de Giacomo Battiato
- 2011 : Mort d'un président de Pierre Aknine : Georges Pompidou
- 2011 : La Joie de vivre de Jean-Pierre Améris
- 2017 : Souviens-toi de Pierre Aknine
- 2018 : Le Mort de la plage de Claude-Michel Rome : Jacques Maréchal
- 2021 : Cellule de crise de Jacob Berger (série) : Adi Lipp
- 2022 : Juliette dans son bain de Jean-Paul Lilienfeld : Amato
- 2022 : Diane de Poitiers de Josée Dayan (téléfilm en deux parties) : Matthieu Ory
- 2022 : Capitaine Marleau de Josée Dayan : Jean Garcin (épisode Le Prix à payer)

## Théâtre
- 1973 : Les Fourberies de Scapin de Molière, mise en scène Jacques Weber, Théâtre de Reims
- 1974 : Les Ressources Naturelles de Pierre Laville, Théâtre national de Strasbourg
- 1974 : La Mandore de Romain Weingarten, mise en scène Daniel Benoin, Théâtre Daniel Sorano Vincennes
- 1975 : Petite illustration mise en scène Roger Planchon, TNP Villeurbanne
- 1976 : A.A. Théâtre d’Arthur Adamov, mise en scène Roger Planchon, Théâtre national de Chaillot
- 1976 : Comme avant de John Mortimer, mise en scène Andréas Voutsinás, Théâtre Fontaine
- 1976 : Le Neveu de Rameau de Diderot, mise en scène Jacques Weber, Théâtre Moderne
- 1977 : Mercredi trois quarts d'Helvio Soto, mise en scène Maurice Garrel, Petit Odéon
- 1979 : La Mégère apprivoisée de Shakespeare, mise en scène Jacques Weber, Théâtre du 8ème Lyon
- 1980 : Le Mariage de Figaro de Beaumarchais, mise en scène Françoise Petit assistée de Maurice Vaudaux, Théâtre de Paris, Théâtre du 8e, Lyon
- 1986 : Pour un oui ou pour un non de Nathalie Sarraute, mise en scène Simone Benmussa, Théâtre Renaud-Barrault
- 1986 : le Misanthrope, de Molière, mise en scène Françoise Petit, Théâtre des Célestins
- 1990 : Une nuit de Casanova de Franco Cuomo, mise en scène Françoise Petit, Petit Marigny
- 1991 : Une nuit de Casanova de Franco Cuomo, mise en scène Françoise Petit, Théâtre de Nice
- 1992 : Cher Menteur de Jérôme Kilty, mise en scène Isabelle Ratier, Théâtre Marigny
- 1992 : Mystification montage de textes de Diderot, mise en scène Jacques Weber, Théâtre de Nice, Théâtre national de Chaillot
- 1994 : Mon maître soixante-trois de Pierre Dac, mise en scène Jérôme Savary, Théâtre national de Chaillot
- 1996-1997 :  : Une nuit au Moyen Age de et mis en scène par Michel Pascal, Théâtre des Bouffes du Nord
- 1997 : Le Faiseur de Balzac, mise en scène Françoise Petit (nomination Molière du meilleur comédien)
- 1998 : Pour un oui pour un non de Nathalie Sarraute, mise en scène Simone Benmussa, Comédie des Champs-Élysées
- 2000-2001 : Novecento, d'Alessandro Baricco, mise en scène Frank Cassenti, Théâtre de la Pépinière-Opéra
- 2001 : Onysos le furieux de Laurent Gaudé, lecture, Festival d'Avignon
- 2003-2004 : Baudelaire dit par Balmer, textes de Mon cœur mis à nu de Baudelaire, mise en scène Françoise Petit, Théâtre du Ranelagh, Théâtre Hébertot
- 2007-2008 : Débats 1974-1981, d'après les débats télévisés entre Valéry Giscard d’Estaing et François Mitterrand pour les élections présidentielles de 1974 et 1981, mise en scène Jean-Marie Duprez, Théâtre de la Madeleine
- 2007 : Le Talisman Balzac-Beethoven, mise en scène et adaptation Françoise Petit, Théâtre de la Madeleine
- 2010 : Henri IV, le bien aimé de Daniel Colas, mise en scène de l'auteur, Théâtre des Mathurins
- 2012 : Henri IV, le bien aimé de Daniel Colas, mise en scène de l'auteur, tournée
- 2012-2013 : Voyage au bout de la nuit de Louis-Ferdinand Céline, mise en scène de Françoise Petit, Théâtre de l'Œuvre
- 2017 : À droite, à gauche de Laurent Ruquier, mise en scène Steve Suissa, Théâtre des Variétés
- 2018 : Le C.V. de Dieu de  Jean-Louis Fournier, mise en scène Françoise Petit, festival off d'Avignon puis La Pépinière-Théâtre
- 2022 : Les Confessions de Beethoven d'Alexandre Najjar, mise en scène Françoise Petit, Théâtre des Bouffes-Parisiens
- 2025 : Le Bonheur conjugal de Léon Tolstoï, mise en scène Françoise Petit, Théâtre de Poche-Montparnasse

## Distinctions

### Récompenses
- Prix Express 1990, remis par le journal neuchâtelois L'Express[6]

### Nominations
- César 1978 : César du meilleur acteur dans un second rôle pour La Menace
- Molières 1997 : Molière du comédien pour Le Faiseur
- Molières 2001 : Molière du comédien pour Novecento
- Molières 2011 : Molière du comédien pour Henri IV, le bien aimé

### Décorations
- Chevalier de la Légion d'honneur (2004)[7]
- Commandeur de l'ordre des Arts et des Lettres (2011)[8]